# Cresswell (Northumberland)
Pour les articles homonymes, voir Cresswell.
 (février 2024).
Cresswell est une paroisse civile et un village du Northumberland, en Angleterre. La population de la paroisse civile au recensement de 2011 était de 206 habitants.